# علي عزت بهمن
علي عزت بِهمن (بالبوسنية: Alija Behmen) (ولد في 25 ديسمبر 1940) هو الرئيس السابق لبلدية سراييفو وعضو الحزب الديمقراطي الاجتماعي في البوسنة والهرسك. شغل الدكتور بِهمن في وقتٍ سابق منصب رئيس وزراء اتحاد البوسنة والهرسك في الفترة من 2001 إلى 2003، وانتخب رئيسًا لبلدية سراييفو في يناير كانون الثاني من عام 2009، بعد أن حصل بِهمن على درجة البكالوريوس، واصل دراساته العليا واستحصل على درجتي الدكتوراه والماجستير في الاقتصاد من جامعة سراييفو، وعمل يعمل أستاذًا في جامعة سراييفو حتى وفاتة سنة 2018.